# Lista de partidos anticapitalistas e comunistas com representação parlamentar nacional
Esta lista não contém partidos comunistas e anticapitalistas anteriormente representados no parlamento. Esta lista inclui apenas os partidos que oficialmente se dizem comunistas ou anticapitalistas (ou partidos socialistas que são declarados anticapitalistas) ideologicamente. 115 partidos comunistas e anticapitalistas foram eleitos para o parlamento em 56 países diferentes, tanto em Estados reconhecidos como não reconhecidos. Dos 66 estados aqui listados, 9 são repúblicas governadas por um partido socialista, comunista ou anticapitalista, cinco são estados socialistas oficiais governados por um partido comunista; quatro dos quais têm como ideologia o marxismo-leninismo (China, Cuba, Laos, e Vietname) enquanto o quinto (Coreia do Norte) defende o Juche.

## Lista
| País                           | Continente       | Partido | Coligação Eleitoral                              | Eleição               |
| ------------------------------ | ---------------- | --- | ------------------------------------------------ | --------------------- |
| Moçambique                     | África           | FRELIMO | —                                                | Eleições de 2019      |
| Algéria                        | África           | Frente de Libertação Nacional | —                                                | Eleições de 2017      |
| Algéria                        | África           | Partido dos Trabalhadores | —                                                | Eleições de 2017      |
| Argentina                      | América do Sul   | Partido Obrero | Frente de Esquerda e dos Trabalhadores - Unidade | Eleições de 2017      |
| Argentina                      | América do Sul   | Partido dos Trabalhadores Socialistas | Frente de Esquerda e dos Trabalhadores - Unidade | Eleições de 2017      |
| Bangladesh                     | Ásia             | Partido dos Trabalhadores do Bangladesh | Grande Aliança                                   | Eleições de 2018      |
| Bangladesh                     | Ásia             | Partido Nacional Socialista de Bangladesh | Grande Aliança                                   | Eleições de 2018      |
| Bielorrússia                   | Europa           | Partido Comunista da Bielorrússia | —                                                | Eleições de 2019      |
| Bielorrússia                   | Europa           | Partido Patriótico da Bielorrússia | —                                                | Eleições de 2019      |
| Bélgica                        | Europa           | Partido do Trabalho da Bélgica | —                                                | Eleições de 2019      |
| Bolivia                        | América do Sul   | Movimento ao Socialismo | —                                                | Eleições de 2019      |
| Brasil                         | América do Sul   | Partido Comunista do Brasil | —                                                | Eleições de 2018      |
| Brasil                         | América do Sul   | Partido Socialismo e Liberdade | —                                                | Eleições de 2018      |
| Burkina Faso                   | África           | União pelo Renascimento / Movimento Sankarista | —                                                | Eleições de 2015      |
| Burkina Faso                   | África           | Partido pela Democracia e Socialismo / Metba | —                                                | Eleições de 2015      |
| Chile                          | América do Sul   | Revolução Democrática | Frente Ampla                                     | Eleições de 2017      |
| Chile                          | América do Sul   | Partido Comunista do Chile | Nova Maioria                                     | Eleições de 2017      |
| Chile                          | América do Sul   | Partido Humanista | Frente Ampla                                     | Eleições de 2017      |
| Chile                          | América do Sul   | Poder do cidadão | Frente Ampla                                     | Eleições de 2017      |
| Chile                          | América do Sul   | Partido da Igualdade | Frente Ampla                                     | Eleições de 2017      |
| Chile                          | América do Sul   | Partido Progressista | Por Todo Chile [es]                              | Eleições de 2017      |
| Chile                          | América do Sul   | País | Por Todo Chile                                   | Eleições de 2017      |
| China                          | Ásia             | Partido Comunista da China | Frente Unida                                     | Eleições de 2017-2018 |
| Colômbia                       | América do Sul   | Pólo Democrático Alternativo | —                                                | Eleições de 2018      |
| República Democrática do Congo | África           | Partido Lumumbista Unificado | —                                                | Eleições de 2011      |
| Costa Rica                     | América do Norte | Frente Ampla | —                                                | Eleições de 2018      |
| Chipre                         | Europa           | Partido Progressista do Povo Trabalhador | —                                                | Eleições de 2016      |
| República Checa                | Europa           | Partido Comunista da Boêmia e Morávia | —                                                | Eleições de 2016-2017 |
| Dinamarca                      | Europa           | Aliança Vermelha e Verde | —                                                | Eleições de 2019      |
| Dinamarca                      | Europa           | Partido Popular Socialista | —                                                | Eleições de 2019      |
| Dinamarca                      | Europa           | Inuit Ataqatigiit | —                                                | Eleições de 2019      |
| Equador                        | América do Sul   | Movimento de Revolução Cidadã | —                                                | Eleições de 2017      |
| Equador                        | América do Sul   | Pachakutik | —                                                | Eleições de 2017      |
| Finlândia                      | Europa           | Aliança de Esquerda | —                                                | Eleições de 2019      |
| França                         | Europa           | Partido Comunista Francês | —                                                | Eleições de 2017      |
| França                         | Europa           | França Insubmissa | —                                                | Eleições de 2017      |
| França                         | Europa           | Partido de Esquerda | França Insubmissa                                | Eleições de 2017      |
| França                         | Europa           | Conjunto! | —                                                | Eleições de 2017      |
| França                         | Europa           | Partido Comunista de Reunião | Aliança Ultramarina                              | Eleições de 2017      |
| Alemanha                       | Europa           | A Esquerda | —                                                | Eleições de 2017      |
| Grécia                         | Europa           | Partido Comunista da Grécia | —                                                | Eleições de 2019      |
| Grécia                         | Europa           | SYRIZA | —                                                | Eleições de 2019      |
| Guatemala                      | América do Norte | Unidade Revolucionária Nacional Guatemalteca | —                                                | Eleições de 2019      |
| Guatemala                      | América do Norte | Movimento de Libertação dos Povos | —                                                | Eleições de 2019      |
| Guatemala                      | América do Norte | Winaq | —                                                | Eleições de 2019      |
| Guyana                         | América do Sul   | Partido Popular Progressista | —                                                | Eleições de 2015      |
| Honduras                       | América do Norte | Partido Liberdade e Refundação | —                                                | Eleições de 2017      |
| Honduras                       | América do Norte | Partido de Unificação Democrática | —                                                | Eleições de 2017      |
| Islândia                       | Europa           | Movimento de Esquerda Verde | —                                                | Eleições de 2017      |
| Índia                          | Ásia             | Partido Comunista da Índia | Aliança Progressiva Nacional Unida               | Eleições de 2019      |
| Índia                          | Ásia             | Partido Comunista da Índia (Marxista) | Aliança Progressiva Nacional Unida               | Eleições de 2019      |
| Índia                          | Ásia             | Partido Socialista Revolucionário | Aliança Progressiva Nacional Unida               | Eleições de 2019      |
| Iraque                         | Médio Oriente    | Partido Comunista Iraquiano | Aliança Rumo a Reformas                          | Eleições de 2018      |
| Irlanda                        | Europa           | Aliança Pessoas Antes do Lucro. | Solidariedade - Pessoas Antes do Lucro           | Eleições de 2020      |
| Irlanda                        | Europa           | Sinn Féin | —                                                | Eleições de 2020      |
| Israel                         | Médio Oriente    | Partido Comunista de Israel | Hadash                                           | Eleições de 2020      |
| Itália                         | Europa           | Esquerda Italiana | Livre e igual                                    | Eleições de 2018      |
| Japão                          | Ásia             | Partido Comunista Japonês | —                                                | Eleições de 2017-2019 |
| Kazaquistão                    | Ásia             | Partido Popular do Cazaquistão | —                                                | Eleições de 2016      |
| Laos                           | Ásia             | Partido Popular Revolucionário do Laos | Frente Laosiana de Construção Nacional           | Eleições de 2016      |
| Luxemburgo                     | Europa           | A Esquerda | —                                                | Eleições de 2018      |
| Mali                           | África           | Solidariedade Africana para a Democracia e Independência | —                                                | Eleições de 2020      |
| Mauritius                      | África           | Movimento Militante das Maurícias | Aliança Nacional                                 | Eleições de 2019      |
| Mauritius                      | África           | Muvman Liberater | Aliança Mauriciana                               | Eleições de 2019      |
| México                         | América do Norte | Partido do Trabalho | Juntos Faremos História                          | Eleições de 2018      |
| Montenegro                     | Europa           | Partido dos Trabalhadores | Frente Democrática                               | Eleições de 2016      |
| Morocco                        | África           | Partido do Progresso e Socialismo | —                                                | Eleições de 2016      |
| Myanmar                        | Ásia             | Partido da Unidade Nacional | —                                                | Eleições de 2015      |
| Namibia                        | África           | Movimento dos Sem Terra | —                                                | Eleições de 2019      |
| Namibia                        | África           | Combatentes da Liberdade Econômica da Namíbia | —                                                | Eleições de 2019      |
| Namibia                        | África           | União Nacional do Sudoeste Africano | —                                                | Eleições de 2019      |
| Namibia                        | África           | Organização do Povo do Sudoeste Africano | —                                                | Eleições de 2019      |
| Nepal                          | Ásia             | Partido Comunista do Nepal | —                                                | Eleições de 2017      |
| Nepal                          | Ásia             | Partido Popular Socialista do Nepal | —                                                | Eleições de 2017      |
| Nicaragua                      | América do Norte | Frente Sandinista de Libertação Nacional | —                                                | Eleições de 2016      |
| Coreia do Norte                | Ásia             | Partido dos Trabalhadores da Coreia | Frente Democrática para a Reunificação da Coreia | Eleições de 2019      |
| Noruega                        | Europa           | Partido da Esquerda Socialista | —                                                | Eleições de 2017      |
| Noruega                        | Europa           | Partido Vermelho | —                                                | Eleições de 2017      |
| Paquistão                      | Ásia             | Partido Pashtunkhwa Milli Awami | —                                                | Eleições de 2019      |
| Paquistão                      | Ásia             | Partido Nacional Awami | —                                                | Eleições de 2019      |
| Palestina                      | Médio Oriente    | Frente Popular para a Libertação da Palestina | Organização para a Libertação da Palestina       | Eleições de 2006      |
| Palestina                      | Médio Oriente    | Frente Democrática para a Libertação da Palestina | Organização para a Libertação da Palestina       | Eleições de 2006      |
| Palestina                      | Médio Oriente    | Partido do Povo Palestino | Organização para a Libertação da Palestina       | Eleições de 2006      |
| Paraguai                       | América do Sul   | Frente Guasú | —                                                | Eleições de 2018      |
| Peru                           | América do Sul   | Frente Ampla | —                                                | Eleições de 2016      |
| Filipinas                      | Ásia             | Nova Aliança Patriótica | Movimento pela Democracia Nacional               | Eleições de 2013      |
| Portugal                       | Europa           | Partido Comunista Português | Coligação Democrática Unitária                   | Eleições de 2019      |
| Portugal                       | Europa           | Partido Ecologista "Os Verdes" | Coligação Democrática Unitária                   | Eleições de 2019      |
| Portugal                       | Europa           | Bloco de Esquerda | —                                                | Eleições de 2019      |
| Rússia                         | Europa           | Partido Comunista da Federação Russa | —                                                | Eleições de 2016      |
| Saara Ocidental                | África           | Frente Polisário | —                                                | Eleições de 2012      |
| San Marino                     | Europa           | Esquerda Socialista Democrática | Cidadania Ativa                                  | Eleições de 2016      |
| Eslovénia                      | Europa           | A Esquerda | —                                                | Eleições de 2018      |
| África do Sul                  | África           | Combatentes da Liberdade Econômica | —                                                | Eleições de 2019      |
| África do Sul                  | África           | Partido Comunista Sul Africano {{#tag: ref \| Atualmente não se sabe quantos assentos o Partido Comunista da África do Sul tem na legislatura nacional, já que seus parlamentares são eleitos pelo Congresso Nacional Africano, um partido político separado. Na última eleição, "quase toda a liderança do SACP foi absorvida pelo governo". | Aliança Tripartida                               | Eleições de 2019      |
| Ossétia do Sul                 | Europa           | Partido Comunista da Ossétia do Sul | —                                                | Eleições de 2019      |
| Espanha                        | Europa           | Podemos | Podemos                                          | Eleições de 2016      |
| Espanha                        | Europa           | Sortu | Amaiur                                           | Eleições de 2011      |
| Espanha                        | Europa           | Partido Comunista de Espanha | Esquerda Unida                                   | Eleições de 2011      |
| Espanha                        | Europa           | Esquerda Republicana da Catalunha | —                                                | Eleições de 2011      |
| Espanha                        | Europa           | Iniciativa pela Catalunha Verdes | Esquerda Unida                                   | Eleições de 2011      |
| Espanha                        | Europa           | Bloco Nacionalista Galego | —                                                | Eleições de 2011      |
| Espanha                        | Europa           | Aralar | Amaiur                                           | Eleições de 2011      |
| Espanha                        | Europa           | Chunta Aragonesista | Esquerda Unida                                   | Eleições de 2011      |
| Espanha                        | Europa           | União da Juventude Comunista da Espanha | Esquerda Unida                                   | Eleições de 2011      |
| Espanha                        | Europa           | Izquierda Abierta | Esquerda Unida                                   | Eleições de 2011      |
| Espanha                        | Europa           | Partido dos Comunistas da Catalunha | Esquerda Unida                                   | Eleições de 2011      |
| Espanha                        | Europa           | Esquerda Unida e Alternativa | Esquerda Unida                                   | Eleições de 2011      |
| Espanha                        | Europa           | Euskal Herria Bildu | Euskal Herria Bildu                              | Eleições de 2011      |
| Sri Lanka                      | Ásia             | Janatha Vimukthi Peramuna | —                                                | Eleições de 2015      |
| Sri Lanka                      | Ásia             | Partido Comunista do Sri Lanka | Aliança pela Liberdade do Povo Unido             | Eleições de 2015      |
| Sri Lanka                      | Ásia             | Partido Cingalês da Igualdade Social | Aliança pela Liberdade do Povo Unido             | Eleições de 2015      |
| Suriname                       | América do Sul   | Sindicato Progressivo de Trabalhadores e Agricultores | —                                                | Eleições de 2015      |
| Suécia                         | Europa           | Partido da Esquerda | —                                                | Eleições de 2018      |
| Suíça                          | Europa           | Partido Trabalhista Suíço | —                                                | Eleições de 2019      |
| Síria                          | Médio Oriente    | Partido Socialista Árabe Baath da Síria | Frente Progressista Nacional                     | Eleições de 2016      |
| Síria                          | Médio Oriente    | Partido Comunista Sírio (Bakdash) | Frente Progressista Nacional                     | Eleições de 2016      |
| Síria                          | Médio Oriente    | Partido Comunista Sírio (Unificado) | Frente Progressista Nacional                     | Eleições de 2016      |
| Tajiquistão                    | Ásia             | Partido Comunista do Tajiquistão | —                                                | Eleições de 2015      |
| Tunísia                        | África           | Frente Popular | —                                                | Eleições de 2014      |
| Turquia                        | Europa           | Partido dos Trabalhadores da Turquia | —                                                | Eleições de 2018      |
| Reino Unido                    | Europa           | Sinn Féin | —                                                | Eleições de 2017      |
| Reino Unido                    | Europa           | Partido Verde da Inglaterra e do País de Gales | –                                                | Eleições de 2017      |
| Irlanda do Norte               | Europa           | Sinn Féin | —                                                | Eleições de 2017      |
| Irlanda do Norte               | Europa           | Aliança Pessoas Antes do Lucro. | —                                                | Eleições de 2017      |
| Uruguai                        | América do Sul   | Partido Comunista do Uruguai | Frente Ampla                                     | Eleições de 2017      |
| Uruguai                        | América do Sul   | Movimento de Participação Popular | Frente Ampla                                     | Eleições de 2017      |
| Uruguai                        | América do Sul   | Unidade Popular | —                                                | Eleições de 2014      |
| Estados Unidos                 | América do Norte | Socialistas Democráticos da América | Partido Democrata                                | Eleições de 2018      |
| Venezuela                      | América do Sul   | Partido Socialista Unido da Venezuela | Grande Pólo Patriótico                           | Eleições de 2015      |
| Venezuela                      | América do Sul   | Partido Comunista da Venezuela | Grande Pólo Patriótico                           | Eleições de 2015      |
| Venezuela                      | América do Sul   | Pátria para Todos | Grande Pólo Patriótico                           | Eleições de 2015      |
| Venezuela                      | América do Sul   | Causa Radical | —                                                | Eleições de 2015      |
| Venezuela                      | América do Sul   | Movimento Revolucionário Tupamaro | Grande Pólo Patriótico                           | Eleições de 2015      |
| Venezuela                      | América do Sul   | Vanguarda do bicentenário republicano | Grande Pólo Patriótico                           | Eleições de 2015      |
| Venezuela                      | América do Sul   | Unidade Popular da Venezuela | Grande Pólo Patriótico                           | Eleições de 2015      |
| Vietname                       | Ásia             | Partido Comunista do Vietnã | Frente da Pátria do Vietnã                       | Eleições de 2016      |
| Yemen                          | Médio Oriente    | Partido Socialista Iemenita | —                                                | Eleições de 2003      |
| Zâmbia                         | África           | Frente Patriótica | —                                                | Eleições de 2016      |

## Tabela
Segue-se uma lista dos partidos socialistas democráticos ou com facções socialistas democráticas que estão actualmente representados na legislatura do seu país.  Não inclui os partidos socialistas democráticos que são principalmente social-democratas e são considerados à sua direita dentro do centro-esquerda.
- indica um partido no governo, inclusive como parceiro da coligação júnior ou que presta apoio parlamentar

| Partido                                          | País              | Data de Estabelecimento | % do voto popular na última eleição | Lugares na legislatura (da câmara inferior, se for bicameral) |
| ------------------------------------------------ | ----------------- | ----------------------- | ----------------------------------- | ------------------------------------------------------------- |
| Frente Sandinista de Libertação Nacional         | Nicarágua         | 1961                    | 65.86% (2016)                       | 71 / 92                                                       |
| Alianza País1                                    | Equador           | 2006                    | 39.07% (2017)                       | 74 / 137                                                      |
| Movimento para o Socialismo                      | Bolívia           | 1998                    | 47.08 (2019)                        | 67 / 130                                                      |
| Frente Ampla1                                    | Uruguai           | 1971                    | 40.49% (2019)                       | 42 / 99                                                       |
| Partido dos Socialistas da República da Moldávia | Moldávia          | 1997                    | 31.15% (2019)                       | 35 / 101                                                      |
| Unidade Nacional da Esperança1                   | Guatemala         | 2002                    | 17.92% (2019)                       | 54 / 160                                                      |
| Partido Socialista Unido da Venezuela            | Venezuela         | 2007                    | 40.92% (2015)                       | 52 / 165                                                      |
| Partido Trabalhista1                             | Reino Unido       | 1900                    | 32.20% (2019)                       | 202 / 650                                                     |
| Sinn Féin                                        | Irelanda do Norte | 1905                    | 27.90% (2017)                       | 27 / 90                                                       |
| Syriza1                                          | Grécia            | 2004                    | 31.53% (2019)                       | 86 / 300                                                      |
| Frente Farabundo Martí de Libertação Nacional    | El Salvador       | 1980                    | 24.54% (2018)                       | 23 / 84                                                       |
| Inuit Ataqatigiit                                | Gronelândia       | 1976                    | 25.78% (2018)                       | 8 / 31                                                        |
| Sinn Féin                                        | Irelanda          | 1905                    | 24.53% (2020)                       | 37 / 158                                                      |
| RETE Movement                                    | San Marino        | 2012                    | 18.23% (2019)                       | 11 / 60                                                       |
| Plaid Cymru1                                     | País de Gales     | 1925                    | 20.80% (2016)                       | 10 / 60                                                       |
| Movimento de Esquerda Verde                      | Islanda           | 1999                    | 16.89% (2017)                       | 11 / 63                                                       |
| Esquerda Socialista Democrática                  | San Marino        | 2017                    | 16.49% (2019)                       | 10 / 60                                                       |
| Partido de Socialistas e Democratas 1            | San Marino        | 2005                    | 13.13% (2019)                       | 8 / 60                                                        |
| Guasú Front                                      | Paraguai          | 2010                    | 11.83% (2018)                       | 6 / 45                                                        |
| Partido Democrático dos Povos                    | Turquia           | 2012                    | 11.70% (2018)                       | 67 / 550                                                      |
| Partido dos Trabalhadores1                       | Brasil            | 1980                    | 10.30% (2018)                       | 56 / 513                                                      |
| Unidos Podemos                                   | Espanha           | 2016                    | 12.86% (2019)                       | 35 / 350                                                      |
| A Esquerda                                       | Eslovénia         | 2014                    | 9.33% (2018)                        | 9 / 90                                                        |
| A Esquerda                                       | Alemanha          | 2007                    | 9.24% (2017)                        | 69 / 709                                                      |
| Partido Socialista1                              | Países Baixos     | 1971                    | 9.09% (2017)                        | 14 / 150                                                      |
| Partido Socialista da Sérvia1                    | Sérvia            | 1990                    | 10.95% (2016)                       | 20 / 250                                                      |
| Aliança de Esquerda                              | Finlanda          | 1990                    | 8.17% (2019)                        | 16 / 200                                                      |
| Partido da Esquerda                              | Suécia            | 1917                    | 8.02% (2018)                        | 28 / 349                                                      |
| Partido Popular Socialista                       | Dinamarca         | 1959                    | 7.71% (2019)                        | 14 / 179                                                      |
| Novo Partido Democrático1                        | Canada            | 1961                    | 15.98% (2019)                       | 24 / 338                                                      |
| Aliança Vermelha e Verde                         | Dinamarca         | 1989                    | 6.93% (2019)                        | 13 / 179                                                      |
| Rússia Justa1                                    | Rússia            | 2006                    | 6.34% (2016)                        | 16 / 225                                                      |
| Frente Ampla                                     | Peru              | 2013                    | 6.18% (2020)                        | 9 / 130                                                       |
| Partido da Esquerda Socialista                   | Noruega           | 1975                    | 6.02% (2017)                        | 11 / 169                                                      |
| França Insubmissa                                | França            | 2016                    | 11.03% (2017)                       | 17 / 577                                                      |
| The Left                                         | Luxemburgo        | 1999                    | 5.48% (2018)                        | 2 / 60                                                        |
| MeRA25                                           | Grécia            | 2018                    | 3.44% (2019)                        | 9 / 300                                                       |
| Free and Equal1                                  | Itália            | 2017                    | 3.39% (2018)                        | 14 / 630                                                      |
| Socialistas Democráticos da América              | Estados Unidos    | 1982                    | 0.56% (2018)                        | 3 / 435                                                       |
| Movimento de Democratas Socialistas              | Tunísia           | 1978                    | 1.04% (2019)                        | 1 / 217                                                       |
| Federação Revolucionária Armênia1                | Arménia           | 1890                    | 3.89% (2018)                        | 0 / 132                                                       |
| Trabalhistas – Partido Trabalhista1              | Croácia           | 2010                    | 0.26% (2016)                        | 0 / 151                                                       |

1. ↑  Organização dentro do Partido Democrata
2. ↑  Organization within the Democratic Party
3. ↑  A percentagem inclui apenas os votos das eleições autárquicas. Os votos das primárias estão excluídos do total.